# Бартоломей Солозницький
Бартоломей Солозницький (із Солечників; лат. Bartholomaeus de Soloznyki, лит. Baltramiẽjus Šalčininkietis, пол. Bartłomiej z Solecznik, Bartłomiej Soloznicki; пом. в околі 1512) — латинський єпископ київський, настановлений папою Олександром VI 25 травня 1495 року. Став, ачей, першим із лав крихітного місцевого кліру.     
За припущенням історика Юозаса Тумеліса, він належав до литовського роду Монтовтів, який володів землями, зокрема на Київщині та Волині. Про освіту альбо попереднє душпастирство Бартоломея знано геть обмаль, у кождому разі його ім'я не віднаходиться в метриках студентів Краківського університету.     
Понтифік призволив Солозницькому рукоположитись у Польщі, однак ще під 1498 р. той зринає в статусі електа, позаяк так й не стримав обіцянки сплатити servitium commune et minutum. 12 травня 1499 Бартоломея — уже як члена господарської ради великого князя — було згадано свідком документа маршалка ВКЛ Петра Монтигердовича. Рахунки київських ключників за 1496 та 1499 рр. фіксують монарші пожалування біскупу й католицьким клірикам медової данини.   
Польським дослідником Криштофом Прокопом висловлювалась гадка, що ієрарх міг замешкувати — принаймні до декотрого часу — у Вільні. 